# 四本潔
四本 潔（よつもと きよし、1908年9月29日 - 1981年4月14日）は、日本の実業家。川崎重工業社長を務めた。

## 経歴・人物
兵庫県神戸市出身。1932年に京都帝国大学工学部を卒業し、川崎汽船に入社した。1966年に川崎航空機社長に就任し、川崎重工業副社長を経て、1969年11月に川崎重工業社長に就任した。1977年6月に会長に就任日本初のヘリコプターの生産を手掛けたり、アメリカのボーイング社との提携によるYX開発に携わるなど日本の航空機技術の発展に大きな功績を残した。
民間輸送機開発協会理事長、日本航空宇宙工業会会長なども歴任した。
1971年11月に藍綬褒章を受章。
1981年4月14日心筋梗塞のために死去。72歳没。